# Tijeras, Novi Meksiko
Tijeras je selo u okrugu Bernalillu u američkoj saveznoj državi Novom Meksiku. Prema popisu stanovništva SAD 2010. ovdje je živio 541 stanovnik. Dio je albuquerqueanskog metropolitanskog statističkog područja.

## Zemljopis
Nalazi se na 35°5′15″N 106°22′38″W / 35.08750°N 106.37722°W (35.087550, -106.377354). Prema Uredu SAD-a za popis stanovništva, zauzima 2,99 km2 površine, od čega 2,97 suhozemne.

## Stanovništvo
Prema podatcima popisa 2010. u Tijerasu je bio 541 stanovnik, 234 kućanstva od čega 154 obiteljska, a stanovništvo po rasi bili su 75,8% bijelci, 0,7% "crnci ili afroamerikanci", 1,5% "američki Indijanci i aljaskanski domorodci", 0,4% Azijci, 18,3% ostalih rasa, 3,3% dviju ili više rasa. Hispanoamerikanaca i Latinoamerikanaca svih rasa bilo je 50,6%.

## Glazbena autocesta
Listopada 2014. Tijeras se pročuo po obližnjoj "glazbenoj cesti", dvotračnoj dionici državne autoceste br. 66 (Route 66) sa sigurnosnim prugama (pruge koje uzrokuju tutnjavu) koje su namještene tako da zvuče kao poznata pjesma ("America the Beautiful") koju se čuje kad prometalo prolazi preko nje brzinom 45 mph.

## Vanjske poveznice
- Tijeras  Arhivirana inačica izvorne stranice od 25. siječnja 2014. (Wayback Machine)
- Pjevajuća cesta u Novom Meksiku Pjevajuća cesta  Arhivirana inačica izvorne stranice od 2. rujna 2020. (Wayback Machine)